# Simbi
Simbi är ett band, baserat i Göteborg, som spelar voodoo- eller mizik rasin-musik. Inspirationen har hämtats från rootsmusiken på plats i Haiti, både i Port-au-Prince och på landsbygden.
Simbi har funnits sedan 1987, och turnerat i många länder. Främst i Sverige, men även i Haiti, Benin, USA, Frankrike och Kanada. Bandet har spelat in tre album.
Simbi har haft ett mångårigt samarbete med rootsbandet Boukman Eksperyans, som av många hålls för Haitis främsta. På Haiti kallas Simbi ”dom blåögda haitierna” för sitt engagemang i den haitiska musiken.

## Medlemmar
- Lotta Sjölin Cederblom, sång
- Sten Källman, saxofon
- Johan Ohlsson, keyboard, dragspel
- Klas Nilsson, trumpet
- Markus Ahlberg, trombon
- Mats Eriksson, gitarr
- Per Svenner, trummor
- Stefan Bergman, bas
- Rubens Herrera , slagverk

## Diskografi
- 1993 – Vodou Beat
- 1996 – Kreol
- 2003 – Kalalou

### Tryckt källa
- Säll, Magnus (1998). ”Blåvit vodou.”. Lira (Falun) (Falun : Lira, 1994-) 1998:3,:  sid. 22-[25]. ISSN 1401-1026. ISSN 1401-1026 ISSN 1401-1026. Libris 3268554